# Christoph Friedrich Loesner
Christoph Friedrich Loesner (* 11. Juni 1734 in Leipzig; † 13. November 1803 ebenda) war ein deutscher Altphilologe.
Christoph Friedrich Loesner lernte an der Thomasschule zu Leipzig und studierte Philologie an der Universität Leipzig. Nach der Promotion zum Dr. phil. wurde er dort schließlich außerordentlicher Professor für geistliche Philologie. Er widmete sich insbesondere den Schriften Philons von Alexandria.